# Samarcande (roman)
Pour les articles homonymes, voir Samarcande (homonymie).
Samarcande est un roman de l'écrivain franco-libanais Amin Maalouf publié aux éditions Jean-Claude Lattès en 1988. Il a reçu le prix Maison de la Presse l'année de sa publication.

## Résumé

### Première partie
La première moitié de l'histoire se déroule en Perse (aujourd'hui l'Iran) et en Asie centrale au XIe siècle, et tourne autour du scientifique, philosophe et poète perse Omar Khayyám. Elle raconte la création de ses robaïyat tout au long de l'histoire de l'empire des Seldjoukides, ses interactions avec des personnalités historiques telles que le vizir Nizam-el-Molk et l'ismaélien Hassan Sabbah de l'ordre des Assassins et son histoire d'amour avec une poétesse de Samarcande.
Le jeune Omar Khayyám, érudit reconnu, arrive à Samarcande; il y voit un érudit âgé se faire molester par de fervents musulmans. Il est pris à partie, un homme balafré l'accuse d'un quatrain impie sur le vin. Au lieu de désamorcer la situation, il les provoque; il est sauvé par la police et emmené avec le balafré chez le cheikh. Innocenté, il rencontre le roi en audience officielle; celui-ci a fait savoir qu'il ne veut plus entendre les sempiternels poèmes de louange. Une femme poète, belle et célibataire, lit un poème sur une rivière, qui plaît au monarque; Omar improvise un poème où il dit qu'un souverain bon doit accepter un homme libre. Il plaît au souverain qui lui verse une pension comme astrologue. La nuit tombée, la femme poète s'introduit chez lui, déterminée à passer la nuit avec lui; elle y arrive sans peine.
Le cheikh lui offre un manuscrit en lui recommandant d'y écrire ses poèmes qui évoquent le vin et les femmes, plutôt que de les faire connaître au public, pour sa sécurité. Par ailleurs il rédige un ouvrage sur les équations qu'il offre au cheikh; dans cet ouvrage, l'inconnue est un mot persan qui veut dire chose et qui ressemble à X.
Omar Khayyám reprend son périple et devient courtisan de Malik Chah Ier et intime de son vizir Nizam-el-Molk. Il rencontre un jeune homme érudit, Hassan ibn al-Sabbah, et est stupéfait des connaissances de ce dernier. Le vizir cherche un chef des espions qui soit fiable et surveille les gouverneurs; Omar décline et propose Hassan, qui plaît instantanément au vizir. Mais le jeune Chah en a assez du vieux vizir qui était aussi vizir de son père; Hassan lui propose de ruiner sa réputation; mais le vizir, habile, achète son secrétaire et sauve son poste. De plus il raconte un rêve où le prophète Mahomet le félicite pour sa bonne gestion d'un pays musulman et lui demande quel est son vœu; le vizir répond ne pas vouloir survivre à son suzerain; le prophète lui accorde de mourir peu avant. Le chah furieux veut condamner Hassan à mort; Omar intervient et lui évite mort puis mutilation, et il est juste exilé.
Le vizir est néanmoins en disgrâce et détesté du Chah et de sa seconde épouse, Terken Khatoun dite «la Chinoise». Omar, savant universel donc aussi médecin, lui diagnostique un cancer qui lui laisse peu de temps. Nizam-el-Molk   en profite pour rédiger un ouvrage autobiographique et prodiguant des conseils politiques, du genre Miroirs des princes.
Hassan revient incognito chez Omar; il lui annonce être devenu ismaëlien. Il fait assassiner Nizam en public; le tueur tente de s'enfuir en vain. Ensuite, les 5 généraux fidèles organisent l'assassinat du chah dans les temps impartis par le soi-disant rêve.
Hassan monte la Secte des Assassins qui change légèrement de mode opératoire: l'assassin ne s'enfuit plus et accepte le martyre. Un des généraux du vizir devient le disciple et domestique d'Omar, qui se voit contraint à mener une vie d'errance, notamment à cause de sa supposée impiété et de ses liens avec les Assassins. Hassan, tyran isolé dans son repaire, invite régulièrement Omar qui décline. Le général finit après des années à avouer être entré au service d'Omar pour exécuter Hassan; il emprunte les Rubaiyat; le lendemain Omar le retrouve mort avec un mot:«ton manuscrit t'a précédé sur la route d'Alamut». Omar meurt en regrettant de n'avoir vénéré Allah qu'intellectuellement.
Un successeur d'Hassan, le jeune Hassan II ouvre un jour les Rubaiyat et proclame la venue d'Allah; la secte des Assassins voit la discipline de fer s'assouplir, au grand soulagement de chacun (fait historique).
Plus tard les Mongols conquièrent Alamut; un érudit a l'autorisation de sauver une partie de la bibliothèque avant l'incendie total de la forteresse. Il sauve les Coran et quelques ouvrages laïcs. Longtemps on pense que les Rubaiyat ont péri dans l'incendie.

### Seconde partie
La seconde moitié de l’histoire raconte les efforts d’un Américain fictif nommé Benjamin O. Lesage pour obtenir l’original (fictif) des robaïyat de Omar Khayyam, témoin de l’histoire perse tout au long de la révolution constitutionnelle persane de 1905-1907, pour ensuite perdre ce manuscrit au naufrage du Titanic.
Lesage est le narrateur.
Lesage a perdu avant ses 20 ans ses parents; il a hérité d'une fortune qui lui permet de ne pas avoir à travailler. Sa mère est française et a rencontré son père lors de la guerre franco-allemande de 1870. Son deuxième prénom est en fait Omar. Par curiosité envers cette lointaine référence à l'Orient, il se rend à Paris où il rencontre son cousin Henri Rochefort (qui a réellement existé). Celui-ci lui parle d'un opposant au Chah d'Iran, Djamaleddine (également personnage historique), qui vit désormais en résidence surveillée à Constantinople. Rochefort mène une intense campagne de presse en sa faveur, depuis qu'il l'a rencontré à Paris. Lesage s'y rend et croise une séduisante et intelligente princesse iranienne, Chirine. Qui lui dit en souriant en français : «Sait-on jamais, nos chemins pourraient se croiser».
Il se rend ensuite en Iran, pour rencontrer un ami exalté de cet opposant: Mirza Reza Kermani (personnage historique également). On l'a prévenu de cacher son prénom Omar, qui fait référence à Omar ibn al-Khattâb, aussi révéré par les sunnites que détesté par les chiites. Or depuis l'époque d'Omar Khayyam, au XVIe siècle après J.C., la Perse s'est convertie au chiisme: «On croit s'identifier à l'Orient et on se retrouve pris dans ses querelles.»
Lesage apprend le persan et se rend en Iran (nom par lequel ses habitants appellent la Perse, terme plutôt utilisé en Occident). Il rencontre Kermani, qui détient le manuscrit des Rubaiyat. Celui-ci assassine le souverain; Lesage se réfugie chez une veuve qui hait l'ancien souverain; Chirine le fait exfiltrer. Djamaleddine, atteint d'un cancer, est opéré par un dentiste envoyé par la Sublime Porte; le dentiste lui injecte un produit mortel.
De retour aux États-Unis, il correspond avec Chirine; celle-ci lui dit avoir récupéré dans les affaires du régicide le fameux manuscrit des Rubaiyat. Par ailleurs elle lui détaille les nouvelles politiques de l'Iran, alors écartelé entre traditionalisme et domination du Royaume-Uni et de l'Empire russe. Lesage en fait des bulletins dans une gazette locale, qui attire l'attention des principaux journaux américains.
Lesage apprend aussi être blanchi de toute complicité de régicide et repart en Iran vers 1906, entre-temps devenu une jeune démocratie constitutionnelle et parlementaire. Il y fait connaissance avec un autre personnage historique Howard Baskerville qui s'est fait apprécier pour avoir pleuré lors de la traditionnelle cérémonie chiite en mémoire du martyr de Hussein. La tradition chiite veut qu'un diplomate franc ait protesté si énergiquement qu'il a été mis à mort.
Lesage est accueilli à bras ouverts. Il se voit proposer le poste de Ministre des Finances, qu'il refuse, arguant de son incompétence. Les autorités iraniennes, suivant son conseil, contactent les Etats-Unis qui envoie un avocat hors-pair, Morgan Shuster, personnage réel aussi. Nous sommes en mai 1911. Morgan Shuster est rapidement très populaire: il met fin aux détournements de l'argent public; les fonctionnaires sont payés en temps et en heure et abandonnent le pot de vin. Il refuse aussi de licencier ses deux jardiniers, soupçonnés d'appartenance à une secte. La princesse Chirine dit que suprême reconnaissance, des femmes de sa famille prient pour lui. Le Royaume-Uni et l'Empire russe interviennent en décembre 1911 pour l'expulser et interdire à l'Iran tout appel à ce genre d'aide. Chirine reproche à Shuster d'avoir voulu aller trop vite, de ne pas avoir attendu que le Tsar perde de son autorité. C'est la fin de la démocratie iranienne. Maalouf parle de quelques mois qui auraient pu changer la face de l'Orient.
Entre-temps, Lesage et Chirine passent une première nuit d'amour (dans la discrétion absolue). Puis une seconde à lire les Rubaiyat.
Chirine décide de partir vivre avec Benjamin O. Lesage aux États-Unis. Ils prennent deux billets de première classe sur le Titanic et mettent le manuscrit dans un coffre-fort. Chirine a un pressentiment funeste la veille du naufrage, citant un poème des Rubaiyat disant que la vie vient et repart dans l'eau. Lesage lui affirme que le commandant a dit: «Dieu lui-même ne pourrait couler ce bateau». Son amante lui répond que chez elle, même un athée n'oserait pas dire cela. Le naufrage a lieu; Chirine, passagère de première et Lesage, rameur expérimenté, trouvent facilement place dans un canot de sauvetage. Arrivés à New York, Chirine disparaît dans la foule. Lesage en vient à croire qu'elle n'était que le fruit de son imagination.
Le roman se conclut sur un flashback où pour embrasser Chirine sur le pont du Titanic, Lesage pose le manuscrit; le vent fait bouger quelques pages; Chirine s'écrie: « La fleur de l'Orient portée par le fleuron de l'Occident ! Khayyam, si tu voyais le bel instant qu'il nous est donné de vivre ».

## Personnages historiques
Bien que Samarcande soit avant tout un roman, il fait intervenir de nombreux personnages historiques et la poésie de langue perse.
Cette section liste les articles relatifs à ces derniers.
- XIe et XIIe siècles :
  - Omar Khayyam
  - Nizam-el-Molk , que l'auteur présente comme le Nicolas Machiavel oriental, en plus intéressant car il a réussi à bâtir un empire alors que Machiavel est un déçu de la politique.
  - Toghrul-Beg
  - Alp Arslan
  - Malik Shah Ier
  - Hassan ibn al-Sabbah
- XIXe et XXe siècles :
  - Henri Rochefort
  - Nasseredin Shah et d'autres souverains de la dynastie kadjar
  - Djemâl ad-Dîn al-Afghâni (appelé Djamaleddine dans le roman)
  - Mirza Reza Kermani
  - Howard Baskerville
  - Morgan Shuster